# Genk
Ne doit pas être confondu avec Gand.
Genk (/ɣɛŋk/ ; anciennement : Genck) est une ville néerlandophone de Belgique située en Région flamande dans la province de Limbourg.
Au 1er janvier 2025, la population totale de cette commune est de 68 058 habitants pour une superficie totale de 87,57 km2.

## Géographie

Représentations cartographiques de la commune
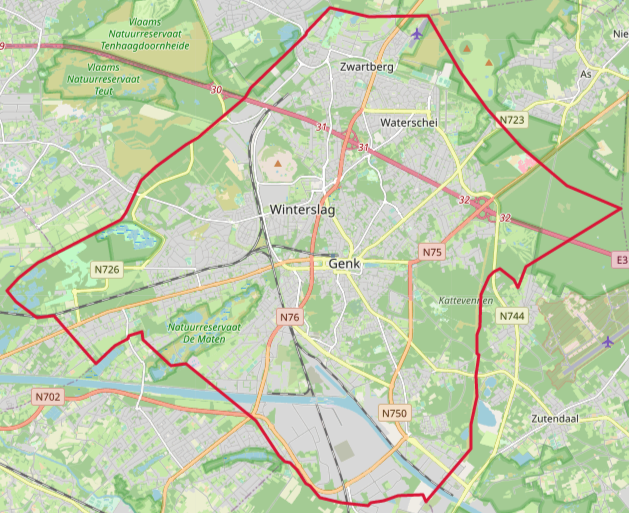
Carte OpenStreetMap
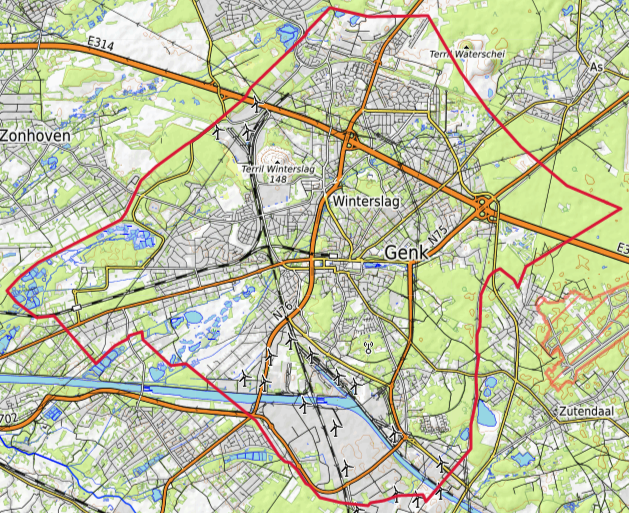
Carte topographique
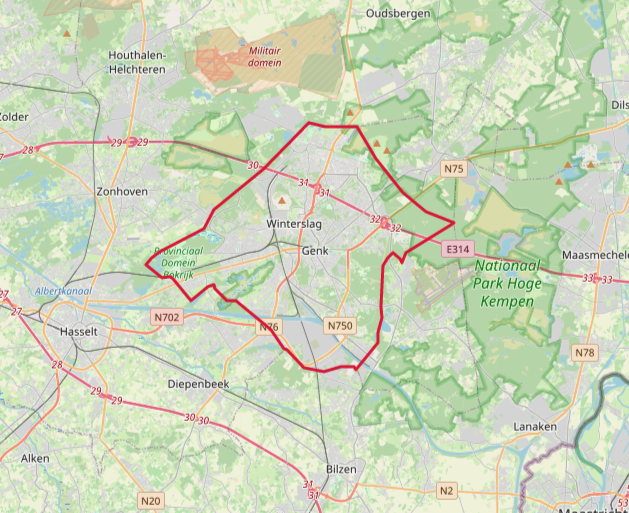
Avec les communes environnantes

### Communes limitrophes
| Houthalen-Helchteren | Opglabbeek, Meeuwen | Opglabbeek, As        |
| Hasselt              | Genk                | Maasmechelen          |
| Diepenbeek           | Diepenbeek, Bilzen  | Zutendaal, Maastricht |

## Héraldique
|  | La ville possède des armoiries qui lui ont été octroyées le 3 janvier 1951 et à nouveau le 6 octobre 1992. Genk n'avait pas d'armoiries avant 1951, mais utilisait un sceau représentant Saint Martin de Tours. Ce sceau a été réellement octroyé le 27 juillet 1907 en tant que symbole officiel de la ville. Il était basé sur un sceau du XVIIe siècle. Saint Martin de Tours est le saint patron de Genk. Les armoiries octroyées en 1951, et confirmées en 1994, sont basées sur le plus ancien sceau de la ville, datant du XVe siècle. Ce sceau associe le saint patron aux armoiries du Comté de Looz. Genk est devenue une possession des comtes de Looz au XIIIe siècle et, à la fin du XIVe siècle, aux évêques de Liège. En raison de ce changement, les armoiries de Looz ont probablement été retirées du sceau plus tard. Blasonnement : Parti en 1. 10 barres transversales d'or et de gueules; en 2. un saint Martin à cheval partageant son manteau avec un homme pauvre, le tout d'or. (Traduction libre) Source du blasonnement : Heraldy of the World. |

## Politique et administration

### Jumelages
La ville de Genk est jumelée avec :
- Francistown (Botswana) depuis le 3 juin 2004
- San Giovanni in Fiore, (Italie)

La ville a développé des relations partenariales avec :
- Troisdorf (Allemagne)
- Nieuport (Belgique)
- Sittard-Geleen (Pays-Bas)
- Suzhou (Chine)
- Cieszyn (Pologne)
- Isparta (Turquie)

## Population et société

### Démographie
L'évolution démographique depuis 1806 :
- Source : DGS - Remarque: 1806 jusqu'à 1970=recensement; depuis 1971=nombre d'habitants chaque 1er janvier[2]

### Sports
Un club Limbourgois de football évolue en Jupiler Pro League, il s'agit du KRC Genk (Koninklijke Racing Club Genk), anciennement appelée FC Winterslag qui fusionna avec un autre club de la ville K Waterschei SV THOR Genk. Le KRC Genk fut 4 fois champion de Belgique, remporta 4 coupes de Belgique et une supercoupe, il joue dans le stade de la Luminus Arena qui a une capacité de 25 000 places, pas suffisante pour les supporteurs puisqu'on a pu constater que 30.000 supporteurs du KRC Genk avaient fait le déplacement au Stade Roi Baudouin pour la finale de la Coupe de Belgique 2012-2013.
Le club a la particularité d'être un des plus performants de Belgique avec le RSC Anderlecht, le Standard de Liège et le FC Bruges.
La ville de Genk a été aussi célèbre par son club de volley-ball, le VRC Genk qui fut deux fois champion de Belgique et qui remporta une fois la coupe de Belgique ; actuellement le club évolue en D1 nationale.

## Économie
Genk est la deuxième ville commerçante du Limbourg. Les centres commerciaux Shopping 1, 2 et 3 sont parmi les plus populaires. Le centre Shopping 1 a été ouvert en 1968 et il est le plus ancien centre commercial de Belgique.

## Personnalités
- Armand Maclot (1877-1959), mort à Genk
- Armand Thewis (1893-1960), coureur cycliste mort à Waterschei.
- Jules Wieme, Frère des écoles chrétiennes.

## Honneur
L'astéroïde (59369) Chanco porte le nom donné à Genk par Godefridi Wendelini (1580-1667) dans les Leges Salicae Illustratae. 